# Cylindropuntia congesta
Cylindropuntia congesta är en kaktusväxtart som först beskrevs av David Griffiths, och fick sitt nu gällande namn av F.M. Knuth. Cylindropuntia congesta ingår i släktet Cylindropuntia, och familjen kaktusväxter. Inga underarter finns listade i Catalogue of Life.